# 小佐佐町
小佐佐町（日语：／ Kosaza chō */?）是位于長崎縣北部，北松浦半島的一町。屬北松浦郡。1950年5月3日由小佐佐村改制誕生，2006年3月31日編入佐世保市。

## 歷史

### 年表
- 1889年4月1日：實施町村制，設置小佐佐村。
- 1950年5月3日：小佐佐村改制為小佐佐町。
- 2006年3月31日：小佐佐町、宇久町被併入佐世保市。